# Ansaru
Ne doit pas être confondu avec Ansarul Islam.
L'Avant-garde pour la Protection des Musulmans en Afrique noire (Jama’atu Ansaril Muslimina fi Biladis Sudan), plus connu sous le nom d'Ansaru, est un groupe armé salafiste djihadiste né en 2012 d'une scission de Boko Haram et basé dans le nord-ouest du Nigeria. En 2020, le groupe prête allégeance à Al-Qaïda au Maghreb islamique.

## Allégeances et objectifs

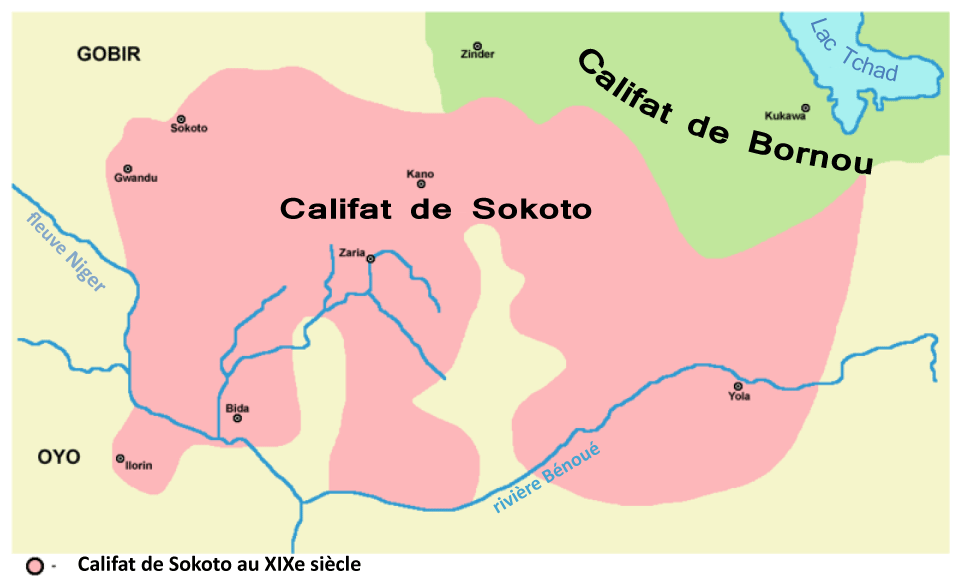
L'empire de Sokoto au XIXe siècle.

Ansaru naît en 2012 après avoir fait scission de Boko Haram, qu'il juge trop extrémiste. Il se réclame initialement du Califat de Sokoto et de son fondateur Ousman dan Fodio, un roi peul. Dans une vidéo sur Internet publiée en juin 2012, le groupe al-Ansaru proclame qu'il ne tuera pas des non-musulmans innocents ou des officiers de sécurité, sauf en cas de légitime défense et que le groupe défendra les intérêts de l'Islam et des musulmans non seulement au Nigeria mais dans toute l'Afrique. Ils se réclameraient du panislamisme.
Dans le premier communiqué sur Internet en janvier 2012, le leader du groupe, Abu Usmatul al-Ansari, décrivit les actions de Boko Haram comme « inhumaines envers l'Oummah musulmane ».
Le 31 décembre 2021, Ansaru annonce avoir prêté allégeance à Al-Qaïda au Maghreb islamique en 2020,,.

### Commandement
Le premier chef du groupe, Abubakar Adam Kambar, est tué en 2012. Khalid al-Barnawi lui succède. Il est arrêté le 3 avril 2016 à Lokoja, dans l'État de Kogi. Le 5 juillet 2022, Khalid al-Barnaoui est libéré par l'Etat islamique lors de l'attaque de la prison d'Abuja avec de nombreux commandants.

### Actions revendiquées
Le groupe a affirmé mener des opérations coordonnées avec le groupe nord-malien Al-Qaïda au Maghreb islamique (AQMI) et le Mouvement pour l'unicité et le djihad en Afrique de l'Ouest (MUJAO). Ansaru est désigné comme mouvement terroriste par le Home Office britannique le 22 novembre 2012 et par les États-Unis depuis le 13 novembre 2013.
Depuis son installation, Ansaru a revendiqué sa responsabilité dans un certain nombre d'attaques dont celle d'une prison au siège de l'Escadron spécial Anti-délinquance d'Abuja en novembre 2012 et l'attaque en janvier 2013 d'un convoi de troupes nigérianes en route pour participer au conflit armé contre les groupes djihadistes du nord-Mali.
Le 19 décembre 2012, l'ingénieur français Francis Collomp a été enlevé dans le nord du Nigeria, un rapt revendiqué quelques jours plus tard par le groupe Ansaru.
Le 16 novembre 2013, soit près de 11 mois après son enlèvement, Francis Collomp, alors séquestré dans la commune de Zaria (État de Kaduna au Nigéria), a réussi à échapper à la vigilance de ses ravisseurs et s'est réfugié dans un commissariat de la ville avant d'être pris en charge par la diplomatie française. Il est rapatrié en France le 18 novembre, amaigri mais vivant.
Ansaru a aussi revendiqué le 18 février 2013 l'enlèvement de sept employés étrangers de la société de construction libanaise Setraco, la plus importante prise d'otages jamais réalisée dans le nord du Nigeria.
Le 9 mars 2013, le groupe déclare par voie de communiqué, avoir exécuté ces sept otages, quatre ressortissants libanais ou syriens, un Grec, un Italien et un Britannique.
À partir de 2016 et la capture de son chef, Khalid Al-Barnawi, le groupe devient pratiquement inactif.